# 国道77号線 (アイスランド)
国道77号線（Þjóðvegur 77）あるいはホフソゥスブロイト (Hofsósbraut) は、アイスランドの北西部スカーガフィヨルズルにある村ホフソゥスを走る国道である。全長は2.30キロメートル。
ホフソゥスの村はスカーガフィヨルズルの湾に沿うように位置しているが、最寄りの幹線道路である国道76号線はスカーガフィヨルズルの湾から数百メートル陸地側（東側）を走っている。国道77号線は、国道76号線の西側（海側）を迂回してホフソゥスを経由する形で通っており、ホフソゥスと国道76号線の連絡道路として利用されている。